# 17 Zachodniopruski Batalion Taborowy
17 Zachodniopruski batalion taborowy (niem. Westpreußisches Train-Bataillon Nr. 17)  – batalion wojsk kolejowych okresu Cesarstwa Niemieckiego.
Sformowany 28 lipca 1890. Stacjonował w garnizonie Gdańsk, przyporządkowany do XVII Korpusu Armii. Brał udział w działaniach zbrojnych okresu I wojny światowej.